# 極楽ワイド鶴ちゃんでーす!
極楽ワイド鶴ちゃんでーす!（ごくらくわいど・つるちゃんでーす！）は、1984年から1988年のプロ野球オフシーズンの夕方、ニッポン放送で放送されたラジオ番組。パーソナリティは片岡鶴太郎と当時ニッポン放送のアナウンサーだった石川みゆき。夕方のローカルワイド番組だったが、その一部は全国放送された。

## 概要
- 関東圏における平日の夕方の情報番組として1984年秋に放送開始。その後3年間に亘ってプロ野球中継のない秋から春にかけて放送された。なお、1987年10月からの6か月間は日曜日の18:00からの放送となった。

## 放送内容

### 1984年10月 - 1985年3月（放送時間　月曜日 - 金曜日　18:00 - 19:30）
- 番組のテーマチューンはレイ・パーカーJr.の同名映画の主題歌「ゴーストバスターズ」をアレンジしたもの。番組のジングルも同様のものが制作され、エンディングテーマは同曲のインストゥルメンタルが使用された[1]。なお19:00からのコーナーは全国同時生放送され、大分放送など一部の地方ラジオ局でネットされた。

主なコーナー
- さんまの美女対談（18:10頃、美女対談の項も参照）

明石家さんまが女性タレントを迎えて1週間にわたり対談するコーナー。10分番組として全国でテープネットされた。
- 鶴ちゃんのTVおせっかい講座 （18:25頃）

片岡鶴太郎がTV業界の裏話などを紹介するコーナー。このコーナーは編集され1週遅れで全国でも10分番組としてテープネットされた。
- チェスコムつるつるテレフォン24（18:45頃）

リスナー参加型コーナー。1つのテーマに沿ったエピソードをリスナーから募集したり、番組から出題されるクイズに対して答えを募集したりした。ニッポン放送には架空の「片岡鶴太郎秘書室」なるものが設置され、リスナーが電話するとその「秘書室」へつながれた。このコーナーも10分番組として一部の地方局でテープネットされたが、その際のリスナー受付電話はその放送局ごとに設置されたため、ネット局は少なかった。
- 全日本ヒットパレード（19:00 - 19:20）

ゲストを迎えて1週間に亘り対談するコーナーで、そのゲストの楽曲も放送する。
- 奥様ホール777（スリーセブン）（19:20 - 19:30）

主婦を対象したゲームコーナー。毎日出されるテーマについてのエピソードをリスナーから募集、その中から抽選で電話しそのエピソードを語らってもらった後、ルーレットを回しその結果で現金をプレゼントした。番組の最初と最後で1分10秒程度のCMフィラーが流れた。

### 1985年10月 - 1986年3月（放送時間　月曜日 - 金曜日　18:00 - 20:00）
- 番組のテーマチューンは佐野元春が作詞・作曲し片岡鶴太郎が歌った「LOOKING FOR A FIGHT」のインストゥルメンタルが使用された[2]。ジングルは昨年と同様のものが使用された。
- この時期も19:00からのコーナーは全国同時生放送され、一部の地方局でネットされた。それに加え当時プロ野球オフシーズン期に毎年、ニッポン放送をキーステーションに全国36の民間放送局をネットして放送していた日産の提供枠（19:30〜20:00、詳細は「NISSANナマ生ステーション」の項を参照）を番組内に組み込んでの放送となった。

主なコーナー
- 桂文珍の美女対談（18:10頃、美女対談の項も参照）

桂文珍が女性タレントを迎えて1週間にわたり対談するコーナー。10分番組として全国で放送された。
- 鶴ちゃんのTODAY'S おせっかい （18:25頃）

片岡鶴太郎が芸能界やいろいろな業界の裏話などを紹介するコーナー。このコーナーは編集され1週遅れで全国でも10分番組としてテープネットされた。
- 奥様ホール777（18:45頃）

前年度19:20からのコーナーを移動。内容は同じ。
- 鶴ちゃんのグッドフーリング（19:00 - 19:10）

「グッドフーリング」とは「GOOD FEELING」と「不倫」からなる造語。不倫体験のあるリスナーに電話で登場してもらい、その体験を話してもらう。オープニングはリスナーのひとことで始まり、鶴太郎が「○○○、○歳の場合」（登場するリスナーの名前と年齢）と言って簡単な内容をナレーションし、石川みゆきのタイトルコールで始まった。内容を語ってもらうリスナーはモザイクなしの声で登場することが多かった。エンディングは石川みゆきの内容を簡単にまとめた台詞調のナレーションで終わった。このコーナーは前述どおり一部の地方局でネットされたが、内容が内容だけに、ネット局は少なかった。
- 週刊鶴太郎 噂のヒットパレード（19:10 - 19:30）

前年度19:00からの「全日本ヒットパレード」を改名、この時間に移動。内容は同じ。
- 日産極楽ワイド鶴ちゃんでーす! 名物直送なんだらぼっち （19:30 - 20:00）

前述のとおり、36局同時生放送番組として放送。全国各地のリスナーから出場者を募り毎日5人の方に電話にて登場してもらい、3問のクイズに挑戦してもらう。クイズの正解者には現金や全国各地の名産品をプレゼントした。
| 時:分:秒 | 内容 |
| -------- | --- |
| 19:30:00 | CM |
| 19:30:20 | ジングル（「日産極楽ワイド鶴ちゃんでーす! 」が歌になった長いヴァージョン） |
| 19:30:45 | 片岡鶴太郎のタイトルコール（「名物直送なんだらぼっち」）→オープニング（BGMは前述の「LOOKING FOR A FIGHT」のインストゥルメンタル）                                              |
| 19:32    | スポンサーコール（各局のアナウンサーが担当）→CM（40秒CM、もしくは20秒CM2本、CMフィラーは全てジングルのアレンジ・ヴァージョン） →ジングル（「日産極楽ワイド鶴ちゃんでーす! 」） |
| 19:33    | 回答者紹介 |
| 19:39    | CM（20秒）→ジングル（「日産極楽ワイド鶴ちゃんでーす! 」） |
| 19:41    | 第1問 |
| 19:44    | CM（20秒）→ジングル（「日産極楽ワイド鶴ちゃんでーす! 」） |
| 19:45    | 第2問 |
| 19:48    | CM（20秒）→ジングル（「日産極楽ワイド鶴ちゃんでーす! 」） |
| 19:49    | 第3問 |
| 19:52    | CM（20秒）→ジングル（「日産極楽ワイド鶴ちゃんでーす! 」） |
| 19:53    | 結果発表、クイズ応募方法など |
| 19:56    | CM（40秒CM、もしくは20秒CM2本）→スポンサーコール（各局のアナウンサーが担当）                                                                                                   |
| 19:57    | エンディング（BGMは前述の「LOOKING FOR A FIGHT」のインストゥルメンタル） |

### 1986年10月 - 1987年3月（放送時間　月曜日 - 木曜日　18:00 - 20:30）
- 前年度よりもさらに放送時間が延長され、前年度から始まったニッポン放送の同時生放送枠（20:00 - 20:30）を組み込んでの放送となり、全国同時生放送枠は19:00からの90分枠となった。ちなみに前年度の20:00 - 20:30に放送された番組は「鶴光の代打逆転サヨナラ満塁ホームラン 花とおじさん」である。

主なコーナー
- 桂文珍の美女対談 (18:10頃、美女対談の項も参照）

桂文珍が女性タレントを迎えて1週間にわたり対談するコーナー。10分番組として全国でテープネットされた。
- 鶴ちゃんのドキンコテレフォン（18:20〜18:30）
- 若声の至り（18:30〜18:40）
- あの頃私は若かった（18:50〜19:00）

『TVおせっかい講座』→『TODAY'S おせっかい』同様、全国でもテープネットされた。
- 鶴ちゃんのどうせ一夜の恋だから（19:00〜19:15）

前年度19:00からの「鶴ちゃんのグッドフーリング」を改名、5分間延長。内容は同じ。
- うわさのヒットパレード（19:15 - 19:30）

このコーナーも全国同時生放送され、一部の地方局でネットされた。
- 日産極楽ワイド鶴ちゃんでーす! 日本全国なんだらぼっち （19:30 - 20:00）

前年度の「日産極楽ワイド 鶴ちゃんです! 名物直送なんだらぼっち」を改名。内容は同じ。このコーナーも前年度同様ニッポン放送をキーステーションに全国36の民間放送局で放送された。なおこのコーナーのみテーマ曲は前年に続き「LOOKING FOR A FIGHT」のインストゥルメンタルが使用された。
- 鶴ちゃんの極楽歌謡最前線（20:00 - 20:30）

このコーナーも一部のネット局で同時生放送された。
以下はこのコーナーのネット局
西日本放送、KBCラジオ - ニッポン放送ではすぐ後の時間の枠『アイドル夢工場』とセットで月〜木 20:00 - 21:00内でネット。
STVラジオ

## 関連記事
- ニッポン放送
- 美女対談
- NISSANナマ生ステーション

| ニッポン放送 月曜 - 木曜 18:00 - 20:00枠（1984年度 - 1986年度ナイターオフ）                                                                        | ニッポン放送 月曜 - 木曜 18:00 - 20:00枠（1984年度 - 1986年度ナイターオフ） | ニッポン放送 月曜 - 木曜 18:00 - 20:00枠（1984年度 - 1986年度ナイターオフ）                                                                        |
| 前番組 | 番組名                                                                      | 次番組 |
| --- | --------------------------------------------------------------------------- | --- |
| 1983年度 だんとつタモリ おもしろ大放送! | 1984年度 - 1986年度 極楽ワイド鶴ちゃんでーす!                               | 1987年度 巨匠・高田文夫のラジオで行こう! |
| ニッポン放送 金曜 18:00 - 20:00枠（1984年度・1985年度ナイターオフ）                                                                                |                                                                             | |
| 1983年度 だんとつタモリ おもしろ大放送! | 1984年度・1985年度 極楽ワイド鶴ちゃんでーす!                                | 1986年度 金曜タモリ おもしろ大放送! |
| ニッポン放送 月曜 - 木曜 20:00 - 20:30枠（1986年度ナイターオフ）                                                                                   |                                                                             | |
| 1985年度 鶴光の代打逆転サヨナラ 満塁ホームラン 花とおじさん                                                                                        | 1986年度 極楽ワイド鶴ちゃんでーす!                                          | 1987年度 高田純次のとんがりスタジオ まかせて!青春 （20:00 - 21:00）                                                                                |
| ニッポン放送 日曜 18:00 - 20:00（1987年度ナイターオフ）                                                                                            |                                                                             | |
| 1986年度 山田透のスポーツ探偵団 （18:00 - 18:15）スーパーステーション （18:15 - 19:00）カモン・ザ・ナイト 大江戸アドヴェンチャー （19:00 - 22:00） | 1987年度 極楽ワイド鶴ちゃんでーす!                                          | 1988年度 所ジョージのサンデー スポーツパラダイス （18:00 - 18:50）スーパーステーション （18:50 - 19:30）ザ・ミュージックヒーロー （19:30 - 20:00） |